# Succariebröd

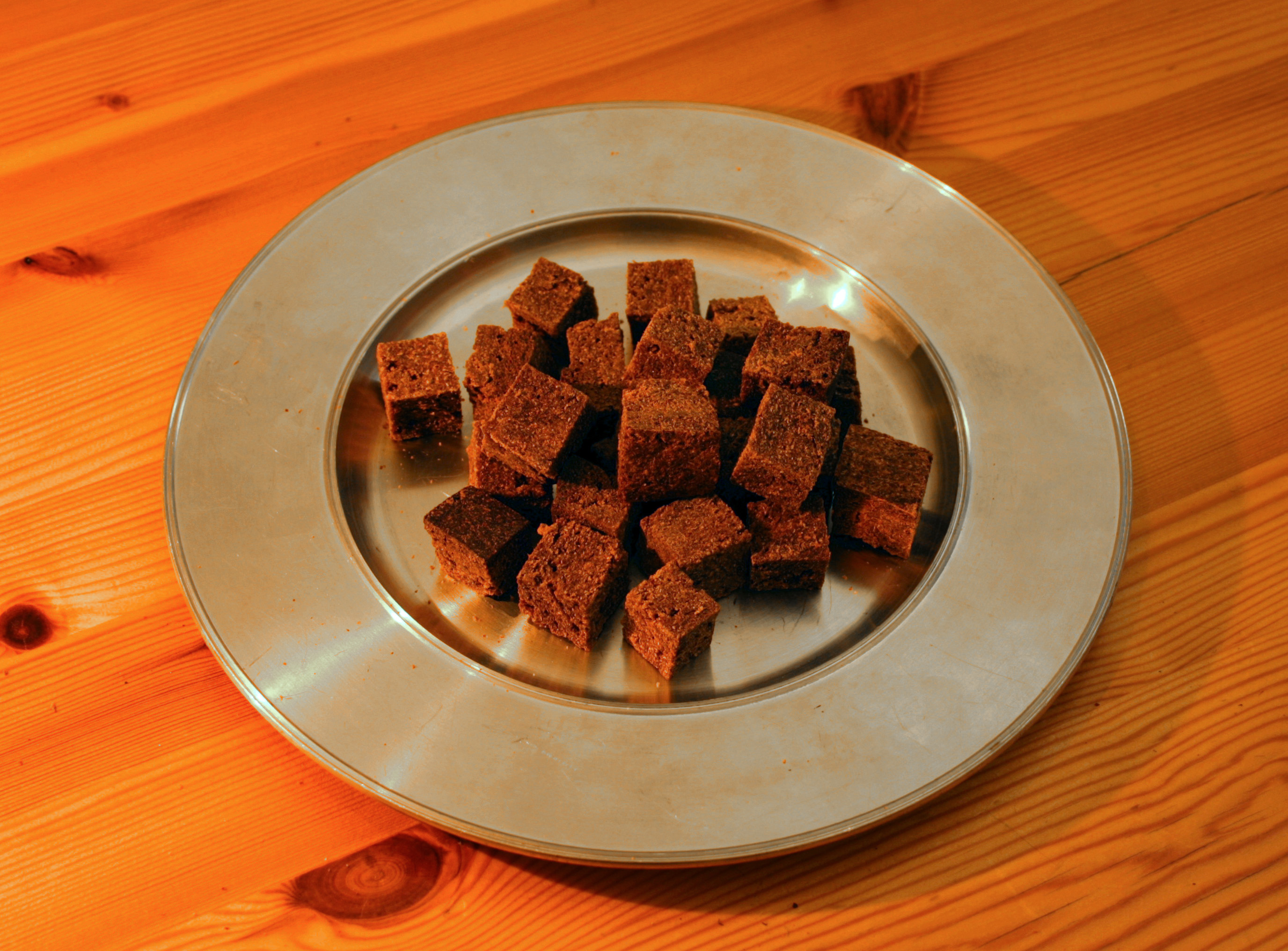
Succariebröd bakade enligt Karl XII:s recept

Succariebröd (även kallad fältbröd eller knallar) är en typ av kubisk surdegsskorpa av enbart grovt rågmjöl. Detta bröd har fått namn efter ryskans ord för skorpa (сухарь, suchar) och det var en viktig basproviant för Karl XII:s armé efter 1717. Succariebrödet blötes upp innan det äts, på grund av dess hårdhet. Med tiden har betydelsen av "knallar" blivit vidgat och kom att gälla alla typer av rågmjölsskorpor.

## Framställning
Brödbaket utgår ifrån en surdeg som tillsammans med rågmjöl blir en deg som får jäsa i ungefär ett dygn. Degen knådas till en limpa och sätts i ugnen på låg värme i drygt sex timmar. Därefter ska brödet stå svalt i ett antal dygn. Sedan skärs limpan i cirka två centimeter stora kuber. Slutligen ska kuberna torkas igen på svag värme i minst sex timmar innan de är klara. Succariebröd ska inte förväxlas med skeppsskorpor som också torkas hårt men bakas på rågmjöl, vetemjöl och salt.

## Historia
Erfarenheten av 1716 års misslyckade fälttåg i Norge under det stora nordiska kriget var att armén behövde förbättra tillgången av mat och foder för att kunna genomföra ett större anfall. En nymodighet i krigföringen infördes av Karl XII, som gick ut på soldaterna skulle ha med sig egna förråd av mat i fälttåget. Man ville därför få fram ett lättransporterat, näringsrikt och hållbart bröd då brödet stod för mer än hälften av kosten i armén. Redan under hösten år 1716 påbörjades en serie provbakningar av surdegsskorpa i Uddevalla. Några månader senare fastställde Karl XII själv hur brödet skulle bakas. År 1717 skickades detta recept, som finns bevarad i olika varianter, ut över hela landet till olika kronobagare. I början av år 1718 kom så bakningen igång i stor skala.
| ”                           | Til åtskillige Herrar Commenderande wid Arméen, angående Succarie-Bröds bakningen til Magazinerne. Lund den 26 Februarii 1717. Carl &c. Wår synnerliga ynnest &c. Såsom Wår nådige wilje är, at intet annat bröd skal vara, än Succarie-Bröd, hwilket är skurit i små tärningar, och innan det torkas är twå tredjedels Tum i cubic; Altså sände Wi Eder härmed en underrättelse tilhanda, huru detta bröd rätt skal bakas, tårkas med nådig befallning, at I förfoge den anstalt, at det ej annat bröd för Fält-Magazinerne bliwer bakat, och at bakningen med flit blifwer fortsatt; börandes af hwar Tunna Qwarntorr Råg lefwereras 8 Lispund 6 och en half mark Succarie-Bröd, sedan Tullkappan är afdragen; men de öfrige omkostningarne wid bakningen komma särskilt at betalas. Hwarmed &c. Datum ut supra. | „ |
| – Karl XII 26 februari 1717 | |   |

Efter kriget fortsatte Succariebrödet att vara det vanligaste brödet i armén och flottan en tid. Som ett exempel kan nämnas att kronobageriet i Karlskrona bakade cirka 100 000 Succariebrödtärningar om dagen i 17 dagar i september 1752.